# Palmona Park
Palmona Park ist ein census-designated place (CDP) im Lee County im US-Bundesstaat Florida. Das U.S. Census Bureau hat bei der Volkszählung 2020 eine Einwohnerzahl von 1.240 ermittelt.

## Verkehr und Geographie
Palmona Park wird vom Tamiami Trail (U.S. 41) sowie von der Florida State Road 78 tangiert und befindet sich rund 5 km nordwestlich von Fort Myers. Tampa befindet sich etwa 190 km und Miami 250 km entfernt.

## Demographische Daten
Laut der Volkszählung 2010 verteilten sich die damaligen 1146 Einwohner auf 622 Haushalte. Die Bevölkerungsdichte lag bei 545,7 Einw./km². 87,7 % der Bevölkerung bezeichneten sich als Weiße, 2,7 % als Afroamerikaner, 0,5 % als Indianer und 0,5 % als Asian Americans. 5,7 % gaben die Angehörigkeit zu einer anderen Ethnie und 2,9 % zu mehreren Ethnien an. 19,0 % der Bevölkerung bestand aus Hispanics oder Latinos.
Im Jahr 2010 lebten in 28,3 % aller Haushalte Kinder unter 18 Jahren sowie 20,5 % aller Haushalte Personen mit mindestens 65 Jahren. 53,0 % der Haushalte waren Familienhaushalte (bestehend aus verheirateten Paaren mit oder ohne Nachkommen bzw. einem Elternteil mit Nachkomme). Die durchschnittliche Größe eines Haushalts lag bei 2,40 Personen und die durchschnittliche Familiengröße bei 3,07 Personen.
24,0 % der Bevölkerung waren jünger als 20 Jahre, 25,8 % waren 20 bis 39 Jahre alt, 33,5 % waren 40 bis 59 Jahre alt und 16,8 % waren mindestens 60 Jahre alt. Das mittlere Alter betrug 41 Jahre. 53,2 % der Bevölkerung waren männlich und 46,8 % weiblich.
Das durchschnittliche Jahreseinkommen lag bei 30.147 $, dabei lebten 28,7 % der Bevölkerung unter der Armutsgrenze.
Im Jahr 2000 war Englisch die Muttersprache von 94,78 % der Bevölkerung und Spanisch sprachen 5,22 %.